# Hazinedar
Hazinedar o Haznadar è un titolo nella gerarchia dell'Impero ottomano. A seconda del suffisso o del prefisso aveva significati diversi. In lingua italiana la traduzione del termine è tesoriere.

## Tesoriere

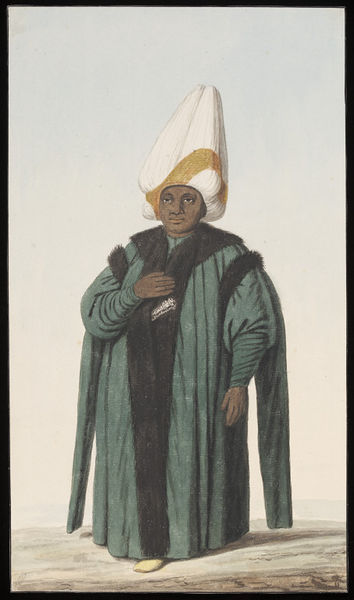
Hazinedar Agha

Il capo hazinedar dirigeva il personale del tesoro del sultano. Gli hazinedar subordinati al capo hazinedar avevano il titolo di hazinedar kalfa. Kalfa in turco significa "apprendista". Hazinedar agha era il titolo del capo eunuco tesoriere.

## Signore (governante) del palazzo del sultano e dell'harem
L'alto hazinedar o primo hazinedar o hazinedar usta era un titolo per il governante del palazzo del sultano, la persona più influente dopo il principe. C'erano altri hazinedar nella gerarchia ottomana (il secondo, il terzo...) che erano subordinati al primo hazinedar, da qui indicato come usta ('sovrintendente'). Solo il primo hazinedar poteva avvicinarsi al sultano e alla nobiltà, mentre il secondo, il terzo e altri hazinedar servivano il primo hazinedar.